# Chelsea Gubecka
Chelsea Lea Gubecka (Nambour, 8 de setembro de 1998) é uma maratonista aquática australiana.

## Carreira

### Rio 2016
Gubecka competiu nos 10 km feminino nos Jogos Olímpicos de Verão de 2016, ficando na 15ª colocação.